# هنی شرقی
هنی شرقی (به انگلیسی: East Hanney) یک روستا و محله مدنی در بریتانیا است که در ویل آو وایت هرس واقع شده‌است. هنی شرقی ۷۹۶ نفر جمعیت دارد.